# Colectivo Wilson
El Colectivo Wilson es una entidad, formada por seis profesores de cátedra catalanes, que tiene como vocación «contribuir en el debate sobre la autodeterminación en Cataluña a fin de que sus ciudadanos puedan decidir su futuro libremente, sin miedo ni amenazas». Fue fundada por los catedráticos de economía Pol Antràs (Harvard), Jordi Galí (UPF), Gerard Padrón (LSE), Xavier Sala i Martín (Columbia), Jaume Ventura (UPF) y el catedrático de política y asuntos públicos Carles Boix (Princeton) para intentar aportar "información veraz" que desmintiera las amenazas y exageraciones que los sectores contrarios a la independencia de Cataluña hacían sobre esta. Su web fue presentado en el programa El món a RAC 1 el 16 de noviembre de 2012. El nombre del Colectivo se inspira en el presidente estadounidense Woodrow Wilson que recibió el premio Nobel de la Paz en 1919 y fue uno de los promotores más vehementes del derecho a la autodeterminación, gracias a los Catorce Puntos.
El 20 de marzo de 2013 se presentó el colectivo al Círculo de Economía. El Colectivo Wilson defiende, siguiendo la línea ideológica independentista, que los posibles problemas que se puedan producir de la secesión de Cataluña de España son atribuibles a las incertidumbres políticas y no a elementos económicos.